# Jean-Georges Lefranc de Pompignan
Jean-Georges Lefranc de Pompignan (Montauban, 22 febbraio 1715 – Parigi, 29 dicembre 1790) è stato un politico e arcivescovo cattolico francese, fratello minore di Jean-Jacques Lefranc, marchese di Pompignan. Fu il penultimo arcivescovo metropolita di Vienne e, in qualità di rappresentante del clero agli Stati generali del 1789, fu anche secondo presidente dell'Assemblea nazionale costituente, succedendo all'astronomo Jean-Sylvain Bailly.

## Biografia
Fratello del poeta Jean-Jacques Lefranc di Pompignan, fu allievo dei gesuiti all'istituto Louis-Le-Grand e poi al seminario di San Sulpizio di Parigi. Conseguì il dottorato in teologia, poi fu preside della Sorbona. Arcidiacono di Montauban, fu nominato vescovo di Le Puy-en-Velay nel 1743, fu confermato dal papa il 15 luglio e consacrato in agosto da Michel de Verthamon de Chavagnac, vescovo di Montauban. Nel 1747 divenne abate commendatario dell'abbazia di Saint-Chaffre. Divenne arcivescovo di Vienne il 27 settembre 1774: in questa occasione il re unì l'abbazia di Saint-Chaffre alla diocesi, fino al 1789.
Durante il suo episcopato, ebbe problemi con i filosofi illuministi, in particolare con Voltaire. Così pubblicò un ordine contro l'edizione prevista delle opere dello scrittore. Nella sua lettera pastorale, criticò anche le tesi di Jean-Jacques Rousseau. Quest'ultimo, in una lettera al suo editore Marc-Michel Rey, sottolinea che "l'unico uomo che mi ha attaccato e che sembrava ascoltarmi è il vescovo di Le Puy". Nel 1747, pronunciò l'orazione funebre del delfino di Francia e, nel 1768, quella della regina Maria Leszczyńska.
Deputato del clero degli Stati Generali del 1789, Jean-Georges si unì al Terzo Stato. Fu presidente dell'Assemblea nazionale costituente dal 3 al 19 luglio 1789. Fu chiamato il 4 agosto 1789 da Luigi XVI nel suo consiglio, come ministro di Stato, si dimise dalla sua sede episcopale nel dicembre del 1789.

## Genealogia episcopale e successione apostolica
La genealogia episcopale è:
- Vescovo Gerolamo Ragazzoni
- Cardinale François de La Rochefoucauld
- Arcivescovo Jean Jaubert de Barrault
- Arcivescovo François Adhémar de Monteil de Grignan
- Vescovo Jacques Adhémar de Monteil de Grignan
- Vescovo Louis de Thomassin
- Arcivescovo Charles Gaspard Guillaume de Vintimille du Luc
- Vescovo Michel de Verthamon de Chavagnac
- Arcivescovo Jean-Georges Lefranc de Pompignan

La successione apostolica è:
- Vescovo Jean-Auguste Frétat de Sarra (1774)
- Vescovo Marie-Joseph de Galard de Terraube (1774)
- Vescovo Hugues-François de Regnault-Bellescize (1775)